# 约翰·利利
约翰·利利（英語：John Lyly，1554年—1606年），文艺复兴时期欧洲作家。以写作《尤弗伊斯：才智之剖析》（1578年出版）而著名，该书是一部散文传奇作品，从它产生了尤弗伊斯体这一术语。同时他也是一位剧作家。

## 扩展阅读
- Hunter, G. K. (1962). John Lyly: The Humanist as Courtier (376 pp). Harvard University Press.
- 本条目包含来自公有领域出版物的文本: Chisholm, Hugh (编).  (第11版). London: Cambridge University Press. 1911.